# Formula 2000 giapponese 1976
La stagione 1976 della Formula 2000 giapponese fu corsa su 5 gare. Fu vinta dal pilota nipponico Noritake Takahara su Nova-BMW.

## La pre-stagione

### Calendario
| Gara | Nome                        | Circuito           | Giri | Lunghezza         | Data         |
| ---- | --------------------------- | ------------------ | ---- | ----------------- | ------------ |
| 1    | Gran Premio della JAF       | Circuito del Fuji  | 35   | 35x4,360=152,6 km | 3 maggio     |
| 2    | Suzuka Formula Japan Race   | Circuito di Suzuka | 20   | 20x6,000=120 km   | 23 maggio    |
| 3    | Fuji Formula Champions Race | Circuito del Fuji  | 35   | 35x4,360=152,6 km | 8 agosto     |
| 4    | Great 20 Racers             | Circuito di Suzuka | 25   | 25x6,000=150 km   | 26 settembre |
| 5    | Gran Premio Nihon           | Circuito di Suzuka | 25   | 25x6,000=150 km   | 7 novembre   |

- Tutte le corse sono disputate in Giappone.

## Piloti e team
| Team                      | Telaio                     | Nr.   | Pilota               | Gare   |
| ------------------------- | -------------------------- | ----- | -------------------- | ------ |
| Kojima Engineering        | March 742-BMW              | 1     | Masahiro Hasemi      | 1, 3-5 |
| Kojima Engineering        | March 742-BMW              | 1     | Kenji Tohira         | 2      |
| Kojima Engineering        | March 752-Nissan           | 9     | Moto Kitano          | 5      |
| Kojima Engineering        | March 762-BMW              | 34    | Hans-Joachim Stuck   | 5      |
| Kojima Engineering        | March 762-Lancia           |       | Vittorio Brambilla   |        |
| Sakai Racing Team         | March 742-BMW              | 2     | Kunimitsu Takahashi  | 1, 3-5 |
| Sakai Racing Team         | March 752-BMW              | 6     | Masami Kuwashima     | 2      |
| Takahara Racing           | Nova 512-BMW               | 3     | Noritake Takahara    | Tutte  |
| Heroes Racing Corporation | March 742-BMW Nova 512-BMW | 5     | Kazuyoshi Hoshino    | 1, 3-5 |
| Heroes Racing Corporation | March 722-BMW              | 24    | Naoki Nagasaka       | 1-2    |
| JAX Racing Team           | March 742-BMW              | 6     | Nico Nicole          | 4-5    |
| Tomei Jidousya            | March 742-BMW              | 7     | Kenji Takahashi      | Tutte  |
| Matsumoto Racing Union    | March 752-BMW              | 8     | Keiji Matsumoto      | 2, 4-5 |
|                           | Brabham BT36-Ford          | 8     | Kiyoshi Misaki       |        |
| Urushibara Racing Team    | March 742-BMW              | 9     | Norimitsu Urushibara | 1, 3   |
| Junot Racing              | March 722-Ford             | 10    | Shigeyumi Endou      |        |
| Kenzo Muromachi           | Brabham BT36-Ford          | 10    | Kenzo Muromachi      | 5      |
| Yatsuka Racing Team       | Surtees TS15-Ford          | 11    | Tetsu Okada          | 4      |
| Hickok Racing Team        | March 752-BMW              | 15/50 | Jirou Yoneyama       | 2-3    |
| Victory Circle Club       | Chevron B35/40-BMW         | 16    | Jacques Laffite      | 5      |
| Victory Circle Club       | March 752-BMW              | 17    | Alex Ribeiro         | 1      |
|                           | March 742-BMW              | 17    | Toshio Tanaka        | 2      |
|                           | March 752-BMW              | 17    | Osamu Rikimi         | 3-4    |
| Enkei Racing Team         | March 752-BMW              | 18    | Hiroshi Fushida      | Tutte  |
| Eagle Japan Racing        | March 742-BMW              | 22    | Toshio Tanaka        | 1      |
| Yosumaia Kubodera         | Brabham BT36-BMW           | 23    | Yosumaia Kubodera    |        |
| Hot Stuff Racing          | March 742-BMW              | 28    | Tony Trimmer         | 5      |
| Tetsu Racing              | March 752-BMW              | 37    | Tetsu Izukawa        | 5      |
| Jirou Motor Racing        | Surtees TS15-Ford          | 50    | Jirou Joneyama       | 4-5    |
| Commodore Racing          | March 742-BMW              | 55    | Tomohiko Tsutsumi    | 5      |
| Astor Racing              | March 752-BMW              | 80    | Kuniomi Nagamatsu    | 1, 3-5 |
| Astor Racing              | March 742-BMW              | 81    | Danny Sullivan       | 1      |
| Team Phoenix              | Nova 512-BMW               | 88    | Nahoiro Fujita       | Tutte  |
|                           | March 752-BMW              |       | Nahoshi Sugizaki     | 3-4    |

## Risultati e classifiche

### Risultati
| Gara | Circuito | Tempo    | Velocità    | Pole position     | GPV               | Vincitore                      | Vettura              |
| ---- | -------- | -------- | ----------- | ----------------- | ----------------- | ------------------------------ | -------------------- |
| 1    | Fuji     | 54:50.62 | 166,95 km/h | Kazuyoshi Hoshino |                   | Noritake Takahara              | Nova-BMW             |
| 2    | Suzuka   | 47:21.9  | 152,01 km/h | Noritake Takahara | Noritake Takahara | Noritake Takahara              | Nova-BMW             |
| 3    | Fuji     | 46:31.61 | 196,79 km/h | Kazuyoshi Hoshino | Kazuyoshi Hoshino | Kazuyoshi Hoshino              | March-BMW            |
| 4    | Suzuka   | 50:47.8  | 177,18 km/h | Nahoiro Fujita    |                   | Kazuyoshi Hoshino              | Nova-BMW             |
| 5    | Suzuka   | 50:01.7  | 179,9 km/h  | Kazuyoshi Hoshino | Jacques Laffite   | Jacques Laffite Nahoiro Fujita | Chevron-BMW Nova-BMW |

### Classifica piloti
I punti sono assegnati secondo lo schema seguente:
| Sistema di punteggio | Sistema di punteggio | Sistema di punteggio | Sistema di punteggio | Sistema di punteggio | Sistema di punteggio | Sistema di punteggio | Sistema di punteggio | Sistema di punteggio | Sistema di punteggio | Sistema di punteggio |
| Posizione            | 1º                   | 2º                   | 3º                   | 4º                   | 5º                   | 6º                   | 7º                   | 8º                   | 9º                   | 10º                  |
| -------------------- | -------------------- | -------------------- | -------------------- | -------------------- | -------------------- | -------------------- | -------------------- | -------------------- | -------------------- | -------------------- |
| Gara 2               | 15                   | 12                   | 10                   | 8                    | 6                    | 4                    |                      |                      |                      |                      |
| altre gare           | 20                   | 15                   | 12                   | 10                   | 8                    | 6                    | 4                    | 3                    | 2                    | 1                    |

I piloti ospiti non partecipano alla classifica finale. La loro posizione è trasparente ai fini dell'assegnazione dei punti.
| 1                                        | Noritake Takahara    | 1   | 1   | 3   | 7   | 3   | 66    |
| 2                                        | Masahiro Hasemi      | 5   |     | 2   | 2   | 4   | 52    |
| 3                                        | Nahoiro Fujita       | Rit | 2   | Rit | 4   | 2   | 42    |
| 4                                        | Kazuyoshi Hoshino    | Rit |     | 1   | 1   | NP  | 40    |
| 5                                        | Kenji Takahashi      | 6   | 3   | Rit | Rit | 6   | 28    |
| 6                                        | Kunimitsu Takahashi  | Rit |     | 4   | 3   | Rit | 22    |
| 7                                        | Hiroshi Fushida      | 8   | 6   | 7   | 9   | 10  | 20    |
| 8                                        | Nahoshi Sugizaki     |     |     | 5   | 5   |     | 16    |
| 9                                        | Naoki Nagasaka       | 3   | 8   |     |     |     | 15    |
| 10                                       | Kuniomi Nagamatsu    | 4   |     | NP  | 11  | Rit | 12    |
| 11                                       | Masami Kuwashima     |     | 4   |     |     | NP  | 8     |
| 12                                       | Moto Kitano          |     |     |     |     | 7   | 8     |
| 13                                       | Osamu Rikimi         |     |     | 6   | 10  |     | 7     |
| 14                                       | Kenji Tohira         |     | 5   |     |     |     | 7     |
| 15                                       | Nico Nicole          |     |     |     | 6   | Rit | 6     |
| 16                                       | Tomohiko Tsutsumi    |     |     |     |     | 9   | 6     |
| 17                                       | Norimitsu Urushibara | Rit |     | 8   |     |     | 3     |
| 17                                       | Keniji Matsumoto     |     | Rit |     | 8   | Rit | 3     |
| 19                                       | Tetsu Izukawa        |     |     |     |     | 11  | 3     |
| 20                                       | Jirou Yoneyama       |     | 9   | 9   | Rit | Rit | 2     |
| 21                                       | Toshio Tanaka        | NP  | 7   |     |     |     | 0     |
|                                          | Tetsu Okada          |     |     |     | Rit |     | -     |
|                                          | Kenzo Muromachi      |     |     |     |     | NQ  | -     |
| Piloti ospiti non eleggibili per i punti |                      |     |     |     |     |     |       |
|                                          | Alex Ribeiro         | 2   |     |     |     |     | -     |
|                                          | Danny Sullivan       | 7   |     |     |     |     | -     |
|                                          | Jacques Laffite      |     |     |     |     | 1   | -     |
|                                          | Hans-Joachim Stuck   |     |     |     |     | 5   | -     |
|                                          | Tony Trimmer         |     |     |     |     | 8   | -     |
| Pos                                      | Pilota               | JAF | SFJ | FFC | GRT | NIH | Punti |

| Colore  | Risultato             |
| ------- | --------------------- |
| Oro     | Vincitore             |
| Argento | 2º posto              |
| Bronzo  | 3º posto              |
| Verde   | Finito a punti        |
| Blu     | Finito senza punti    |
| Viola   | Ritirato (Rit)        |
| Viola   | Non classificato (NC) |
| Rosso   | Non qualificato (NQ)  |
| Nero    | Squalificato (SQ)     |
| Bianco  | Non partito (NP)      |
| Bianco  | Non ha gareggiato     |
| Bianco  | Infortunato (INF)     |
| Bianco  | Escluso (ES)          |
| Bianco  | Gara cancellata (C)   |